# Puntes de la Capella de Sant Jordi

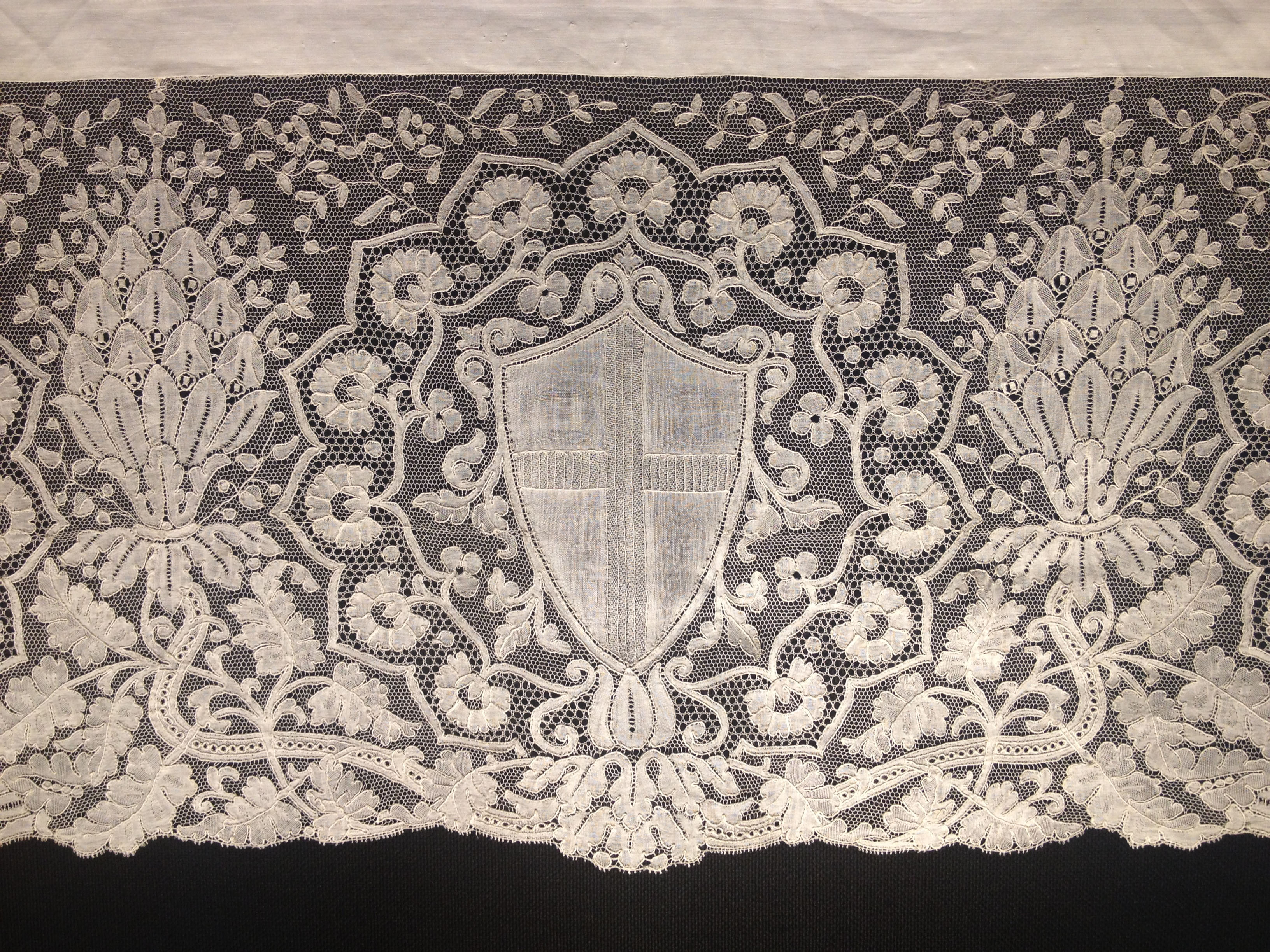
Estovalles d'altar de la Capella de Sant Jordi del Palau de la Generalitat. Disseny Marià Castells i Simón, 1927

Les Puntes de la Capella de Sant Jordi són tres peces de punta per a l'aixovar litúrgic de la capella de Sant Jordi del Palau de la Generalitat de Catalunya fetes entre els anys 1927 i 1929 per l'empresa de punta artesana d'Arenys de Mar Fábrica de Blondas y Encajes Joaquin y Mariano Castells. Es tracta d'unes estovalles d'altar, una alba i un roquet que actualment es conserven al Museu d'Arenys de Mar.

## Història

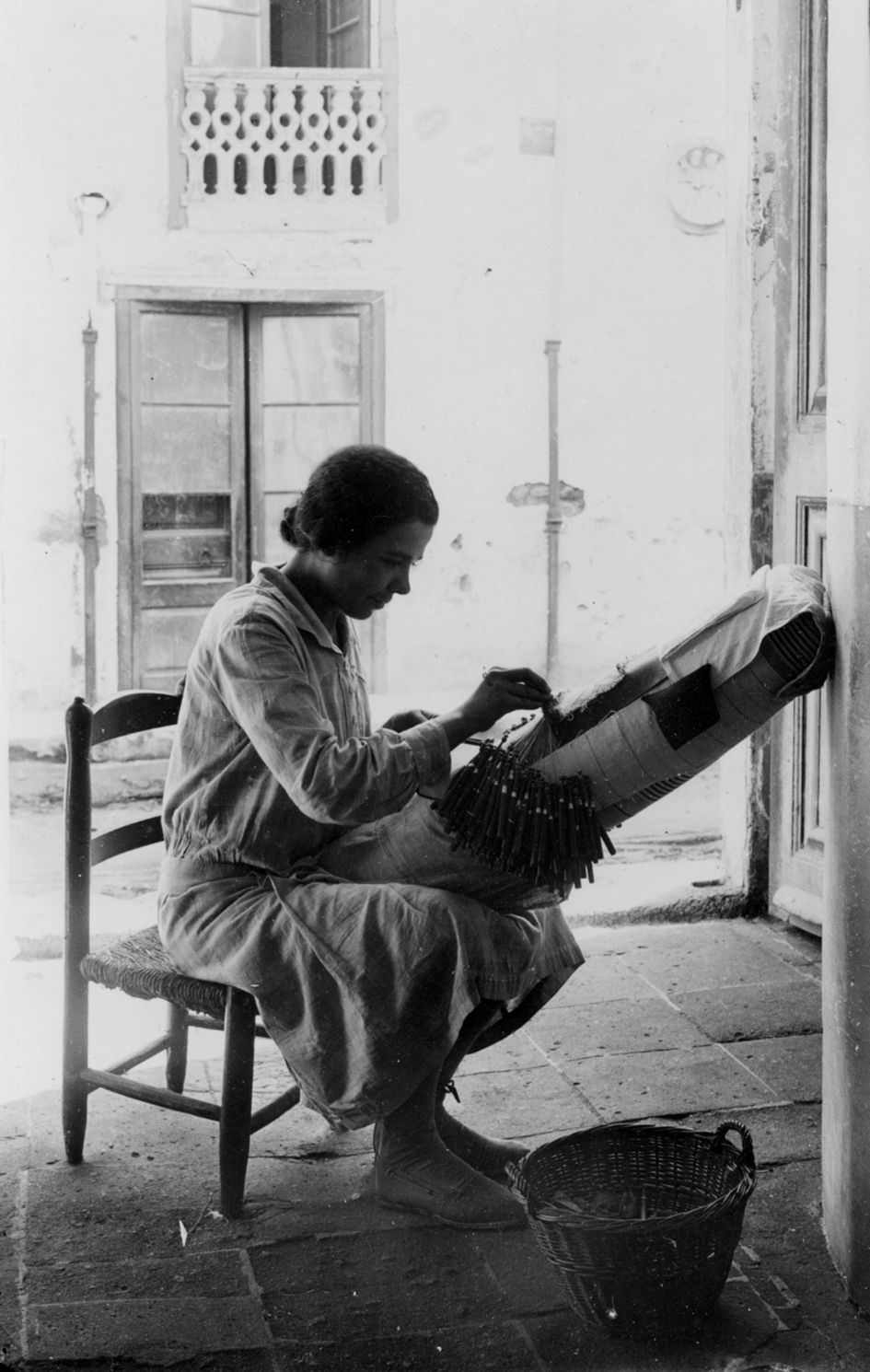
Puntaire realitzant les puntes per a la Capella de Sant Jordi.

### Context històric
Josep Maria Milà i Camps va dur a terme, entre els anys 1925 i 1930, una important remodelació arquitectònica i decorativa de l'antic Palau de la Generalitat de Catalunya. L'objectiu d'aquestes obres milionàries, dirigides per l'arquitecte Joan Rubió i Bellver, fou tenir llest l'edifici per la celebració de l'Exposició Internacional de 1929.
El popular pont neogòtic del carrer del Bisbe és un exemple, entre molts, de les nombroses intervencions dutes a terme en aquest edifici medieval i els seus voltants, coneguts des d'aleshores com a Barri Gòtic. Amb tot, però, el pas de Josep Maria Milà i Camps pel palau serà recordat sempre per la polèmica coberta dels frescos noucentistes que Joaquim Torres i García havia pintat al Saló de Sant Jordi, en temps de la Mancomunitat, per unes pintures de temàtica espanyolista i de qualitat artística força discutible. Entre el 1926 i el 1929, la capella de Sant Jordi va ser restaurada en la seva totalitat i dotada amb noves peces d'orfebreria, de parament tèxtil i d'indumentària litúrgica.

### Estovalles
A principis de l'any 1927, la Casa Castells d'Arenys de Mar va rebre l'encàrrec per part de la Diputació Provincial de Barcelona de confeccionar les puntes per a les estovalles de l'altar de la capella de Sant Jordi. Marià Castells i Simón, excel·lent projectista de puntes, va elaborar tres possibles dissenys per a aquella peça: un d'eminentment floral, un altre de clara inspiració gòtica i un darrer amb una personal reinterpretació del motiu anomenat de la magrana, molt emprat en els teixits sumptuaris renaixentistes. Josep Maria Milà i Camps va triar aquest últim projecte.
Un cop el disseny per a les estovalles va ser escollit, es van realitzar els patrons que serien treballats per les puntaires. Les millors puntaires de Can Castells, la majoria d'Arenys de Munt, van ser les encarregades de trenar en fil el disseny d'estovalles projectat per Marià Castells i Simón i que havia d'estar llest per l'ofici solemne de la diada de Sant Jordi de 1928. El resultat va ser unes estovalles d'altar de quasi sis metres d'allargada per vint-i-set centímetres d'amplada i de només noranta grams de pes. La tècnica emprada el ret fi o punta d'Arenys. Un cop realitzades les diverses peces per part de les puntares, calia unir i muntar tots els fragments de la punta fins a obtenir una peça conjunta. Dolors Castells Guri i altres treballadores de la Casa Castells van ser les encarregades de cosir les tires de punta a la batista.
Diversos diaris de l'època, entre ells la Vanguardia es van fer ressò d'aquest treball i pocs dies després de la seva estrena oficial, el 23 d'abril de 1928, els randers arenyencs van rebre l'encàrrec de la confecció d'una alba.

### Alba i roquet

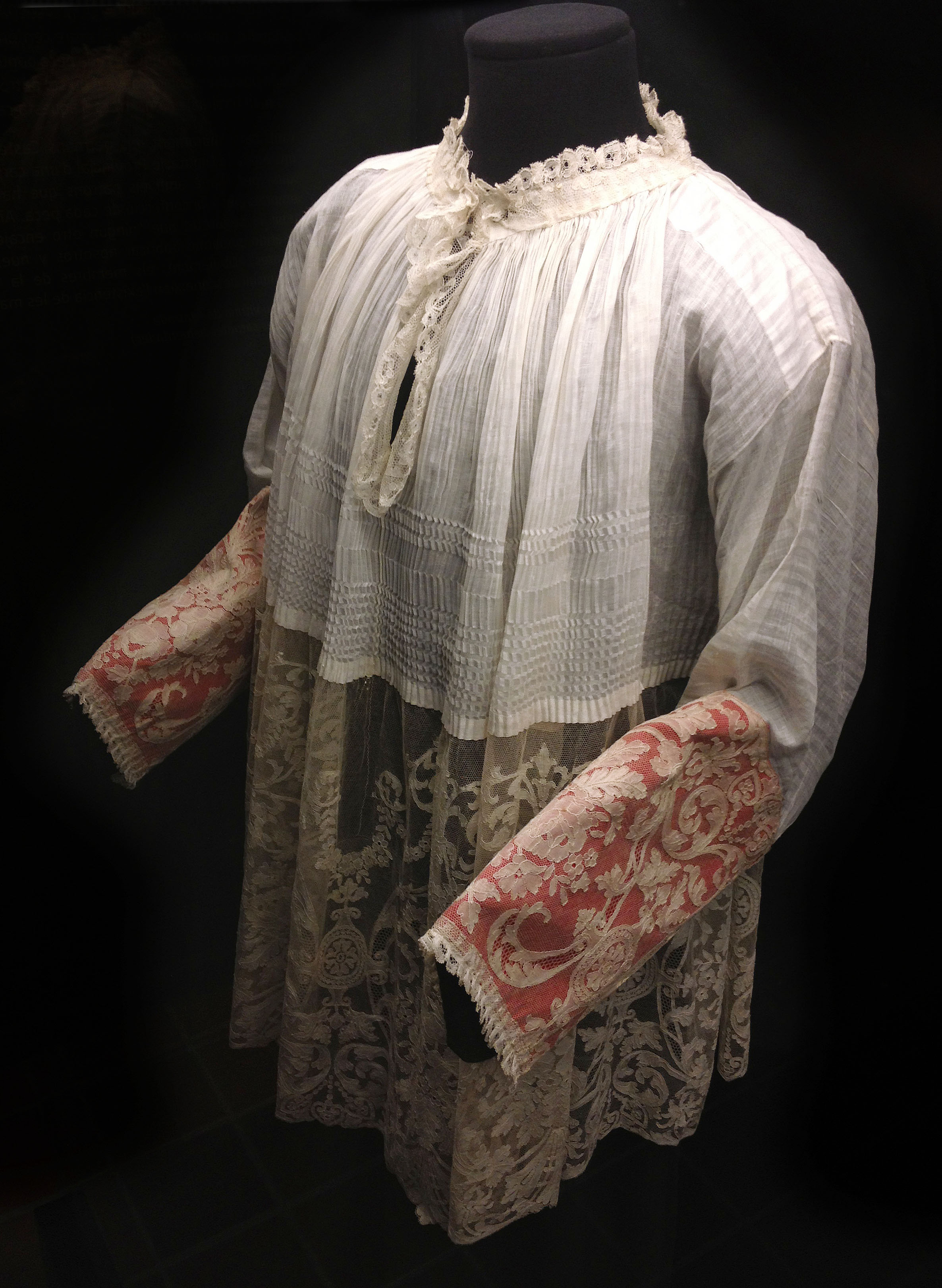
Roquet per a la capella de Sant Jordi

Per a la realització de l'alba, Marià Castells i Simón aprofità el disseny de les estovalles. El resultat final va ser una punta de poc més de tres metres de vol per vuitanta centímetres d'amplada, estrenada pel prior de la capella el dia de Sant Jordi de 1929 i elogiada setmanes més tard per Alfons XIII. Així com les estovalles i l'alba van ser encarregades per la Comissió Permanent de la Diputació Provincial, el roquet va ser un desig exprés del prior de la capella, el reverend Antoni Berenguer. Per al roquet Marià Castells creà un nou disseny també de tipus floral que va estar llest el dia de Sant Jordi de 1930.